# Autoroute A-81 (Espagne)
Pour les articles homonymes, voir A81.
L'autoroute A-81 est une autoroute espagnole en projet qui reliera Grenade à Badajoz dans l'Estrémadure. 
L'autoroute A-81 va doubler la N-432 pour desservir les différentes villes de son tracé. Actuellement pour relier ces villes par autoroute il faut faire un long détour par Séville.

## Tracé
- l'A-81 va débuter au sud de Badajoz en se déconnectant de la rocade sud (BA-30) en suivant le tracé de la N-432.
- Elle poursuit son chemin vers le sud où va bifurquer avec l'EX-A3 et l'A-66 (Séville - Gijón) à Zafra.
- Elle va arriver à Cordoue par le nord via la pénétrante nord de Cordoue (CO-31) pour ensuite se connecter à l'A-4 qui traverse la ville pendant un court tronc commun avant de se détacher au sud et poursuivre vers Grenade.
- 70 km plus loin, vers Alcaudete, l’A-81 va bifurquer avec l'A-316 qui permettra de relier à terme Albacete et Séville via Jaén, Lucena et Estapa (A-92).
- Sur la dernière partie, l'A-81 s'approche de la Sierra Nevada pour enfin arriver dans l'agglomération de Grenade en croisant l'A-92 qui la contourne par le nord et laisse place à la future pénétrante nord-ouest de Grenade GR-43 qui va la connecter à l'A-44 (Bailen - Motril).

## Référence et lien
- Nomenclature